# توني أمبروز
توني أمبروز (بالإنجليزية: Tony Ambrose)‏ هو مساعد سائق ‏ بريطاني، ولد في 12 أغسطس 1933 في أكسفوردشير في المملكة المتحدة، وتوفي في 5 يناير 2008 في باركشير في المملكة المتحدة.